# العلاقات الأرمينية الكوستاريكية
العلاقات الأرمينية الكوستاريكية هي العلاقات الثنائية التي تجمع بين أرمينيا وكوستاريكا.

## مقارنة بين البلدين
هذه مقارنة عامة ومرجعية للدولتين:
| وجه المقارنة                                              | أرمينيا                    | كوستاريكا                                 |
| --------------------------------------------------------- | -------------------------- | ----------------------------------------- |
| المساحة (كم2)                                             | 29.74 ألف                  | 51.10 ألف                                 |
| عدد السكان (نسمة)                                         | 2.93 مليون                 | 4.91 مليون                                |
| الكثافة السكانية (ن./كم²)                                 | 98.52                      | 96.09                                     |
| العاصمة                                                   | يريفان                     | سان خوسيه                                 |
| اللغة الرسمية                                             | لغة أرمنية                 | اللغة الإسبانية                           |
| العملة                                                    | درام أرميني                | كولون كوستاريكي                           |
| الناتج المحلي الإجمالي (بليون دولار)                      | 11.54 مليار                | 57.06 مليار                               |
| الناتج المحلي الإجمالي (تعادل القوة الشرائية) بليون دولار | 25.41 مليار                | 74.98 مليار                               |
| الناتج المحلي الإجمالي الاسمي للفرد دولار أمريكي          | 3.49 ألف                   | 11.26 ألف                                 |
| الناتج المحلي الإجمالي للفرد دولار أمريكي                 | 8.07 ألف                   | 14.92 ألف                                 |
| مؤشر التنمية البشرية                                      | 0.743                      | 0.766                                     |
| رمز المكالمات الدولي                                      | +374                       | +506                                      |
| رمز الإنترنت                                              | .am، .հայ ‏                 | .cr، قائمة نطاقات المستوى الأعلى للإنترنت |
| المنطقة الزمنية                                           | ت ع م+04:00، توقيت أرمينيا | 00                                        |

## منظمات دولية مشتركة
يشترك البلدان في عضوية مجموعة من المنظمات الدولية، منها:
| علم المنظمة | اسم المنظمة                               | تاريخ انضمام أرمينيا | تاريخ انضمام كوستاريكا |
| ----------- | ----------------------------------------- | -------------------- | ---------------------- |
|             | الاتحاد البريدي العالمي                   | ?                    | ?                      |
|             | يونسكو                                    | 9 يونيو 1992         | 19 مايو 1950           |
|             | البنك الدولي للإنشاء والتعمير             | 16 سبتمبر 1992       | 8 يناير 1946           |
|             | منظمة التجارة العالمية                    | 5 فبراير 2003        | ?                      |
|             | وكالة ضمان الاستثمار متعدد الأطراف        | 5 ديسمبر 1995        | 8 فبراير 1994          |
|             | الاتحاد الدولي للاتصالات                  | 30 يونيو 1992        | 13 سبتمبر 1932         |
|             | منظمة الشرطة الجنائية الدولية             | ?                    | ?                      |
|             | مؤسسة التمويل الدولية                     | 18 أبريل 1995        | 20 يوليو 1956          |
|             | الأمم المتحدة                             | 2 مارس 1992          | 2 نوفمبر 1945          |
|             | مؤسسة التنمية الدولية                     | 25 أغسطس 1993        | 30 يونيو 1961          |
|             | الفريق المعني برصد الأرض                  | ?                    | ?                      |
|             | منظمة حظر الأسلحة الكيميائية              | ?                    | ?                      |
|             | المركز الدولي لتسوية المنازعات الاستشارية | 16 أكتوبر 1992       | 27 مايو 1993           |

## وصلات خارجية
- موقع وزارة الخارجية الأرمينية
- موقع وزارة الخارجية الكوستاريكية